# Esturjão-do-rio-lena
Esturjão-do-rio-lena (Acipenser baerii stenorrhynchus) é uma das subespécies de Acipenser baerii nativa dos seguintes rios da Sibéria oriental: Alazeya, Anabar, Indigirka, Khatanga, Lena, Kolyma, Olenek, Pyasina, Yana e Yenisei. Duas variedades desta subespécie são reconhecidas. A variedade migratória, que sobe rios, percorrendo distâncias consideráveis para se reproduzir, a partir de estuários e deltas, é mais numerosa do que a variedade não migratória. Alguns pesquisadores acreditam que este esturjão seja de fato o mesmo Acipenser baerii baerii.

## Ameaças
O declínio constante de espécimes capturados indica um redução populacional do Acipenser baerii stenorrhynchus. Segundo estimativas de pesquisadores russos (Akimova e Ruban), 40% das áreas de reprodução do Acipenser baerii stenorrhynchus foram destruídas nos rios Ob e Irtysh devido à construção das represas das usinas hidroelétricas de Novosibirsk, Ust-Kamenogorsk e Shulbinsk.
As populações do Rio Yenisei e do Rio Lena foram similarmente afetadas, tendo perdido, respectivamente, uma extensão de habitat de 500-600 quilômetros e 300 quilômetros. Além do mais, o uso de pesticidas agrícolas em terrenos próximos ao Rio Yenisei poluiu vários rios siberianos a ele ligados. A poluição provoca efeitos drásticos na fisiologia dos peixes e, implicando na redução da fecundidade de todas as espécies de esturjão, devido à produção de ovócitos anômalos. Na década de oitenta, produtos derivados do petróleo presentes no Rio Ob chegaram a um nível até dez vezes maior do que o máximo aceitável. Muitos rios siberianos encontravam-se contaminados por substâncias radioativas e, além disso, os cursos d'água da Sibéria oriental estavam poluídos pela indústria de mineração do ouro.(Obs.: Dados relativos à década de noventa).
Atualmente esta subespécie está classificada como vulnerável.